# Kévin Bru
Kévin Bru (Parijs, 12 december 1988) is een Mauritiaans voetballer die bij voorkeur als centrale middenvelder peelt. Hij tekende in 2018 bij Apollon Limassol.

## Clubcarrière
Bru trainde als jeugdspeler in het INF Clairefontaine. Daarna trok hij naar Stade Rennais. Die club leende hem uit aan Châteauroux en Clermont Foot. In januari 2010 tekende de middenvelder bij Dijon FCO. Eén jaar later maakte hij transfervrij de overstap naar US Boulogne. In 2012 trok hij naar FC Istres, dat hem na één seizoen verkocht aan het Bulgaarse Levski Sofia. In juli 2014 tekende de Mauritiaans international bij het Engelse Ipswich Town. Op 24 februari 2015 maakte hij zijn eerste competitiedoelpunt voor The Blues tegen Birmingham City. In zijn eerste seizoen in Engeland speelde Bru 33 competitiewedstrijden in de Football League Championship, het tweede niveau in Engeland.

## Clubstatistieken
| Seizoen | Club             | Land      | Competitie   | Wed. | Doelp. |
| ------- | ---------------- | --------- | ------------ | ---- | ------ |
| 2006/07 | Stade Rennais    | Frankrijk | Ligue 1      | 2    | 0      |
| 2007/08 | → Châteauroux    | Frankrijk | Ligue 2      | 10   | 0      |
| 2008/09 | → Clermont Foot  | Frankrijk | Ligue 2      | 25   | 2      |
| 2009/10 | Dijon FCO        | Frankrijk | Ligue 2      | 14   | 2      |
| 2010/11 | Dijon FCO        | Frankrijk | Ligue 2      | 11   | 0      |
| 2010/11 | US Boulogne      | Frankrijk | Ligue 2      | 9    | 0      |
| 2011/12 | US Boulogne      | Frankrijk | Ligue 2      | 19   | 2      |
| 2012/13 | Istres FC        | Frankrijk | Ligue 2      | 31   | 2      |
| 2013/14 | Levski Sofia     | Bulgarije | Parva Liga   | 20   | 1      |
| 2014/15 | Ipswich Town     | Engeland  | Championship | 33   | 1      |
| 2015/16 | Ipswich Town     | Engeland  | Championship | 28   | 2      |
| 2016/17 | Ipswich Town     | Engeland  | Championship | 26   | 1      |
| 2017/18 | Ipswich Town     | Engeland  | Championship | 9    | 0      |
| 2018/19 | Apollon Limassol | Cyprus    | A Divizion   | 5    | 2      |
| Totaal  | Totaal           | Totaal    | Totaal       | 242  | 15     |

## Interlandcarrière
Bru werd geboren in de Franse hoofdstad Parijs, maar doordat zijn ouders afkomstig zijn van Mauritius mag hij voor Mauritius uitkomen. In 2011 debuteerde de middenvelder in het nationaal elftal.